# Піски розсипів
Піски розсипів (рос. пески россыпей, англ. placer sands; нім. Seifensande m pl) — гірські породи різного походження і складу, що складають продуктивну частину розсипів і містять корисні компоненти в кількостях, що задовольняють вимоги промисловості. Аналог терміна «руда» для корінних родовищ. Якість П.р. визначається вмістом корисних компонентів, ґрану-лометричним і зерновим складом, технологічними і фізико-механічними властивостями гірських порід, що їх складають. Для пісків алювіальних і делювіальних розсипів алмазів, золота, платини, каситериту характерні потужності в перші м, низькі концентрації корисних мінералів і грубоуламковий склад, нерідко великі валуни і брили корінних порід. Піски дельтових, морських і еолових розсипів ільменіту, рутилу, циркону, монациту характеризуються потужностями в десятки м, високими концентраціями корисних компонентів (десятки %) і порівняно тонким піщано-алевритовим складом.